# Гребля Ель-Інфирнільо
Ель-Інфирнільо або гребля Адольфо Лопес Матеос —  кам'яно-накидна гребля з вузьким центральним ядром і будівлею ГЕС, на річці Бальсас близько 320 км на північний захід від Мехіко, на межі штатів Герреро і Мічоакан. Її висота становить близько 148 м, довжина пасма — 344 м. ГЕС має встановлену потужність 1120 МВт.
Водосховище має об'єм — 7090 млн м³ і площу близько 755 км² і є частиною біосферного заповідника Zicuirán Infiernillo(ісп.)
. Це найбільший гідроенергетичний проект в Мексиці. 
Будівництво греблі почалося в серпні 1962 року, і 7 грудня 1963 будівництво гребляі була закінчено. Дериваційні тунелі були закриті, і водосховище почали заповнювати 15 червня, 1964 Першу електрику генератори почали видавати 25 січня 1965 року.